# Under the Sign of Hell 2011
Under the Sign of Hell 2011 är en nyinspelning av Under the Sign of Hell från 1997, det tredje studioalbumet med norska black metal bandet Gorgoroth. Albumet släpptes 2011 av skivbolaget Regain Records.

## Låtlista
1. "Revelation of Doom" – 3.00
2. "Krig" – 2.35
3. "Funeral Procession" – 2:58
4. "Profetens åpenbaring" – 4:26
5. "Ødeleggelse og undergang" – 4.15
6. "Blood Stains the Circle" – 2.41
7. "The Rite of Infernal Invocation" – 3:16
8. "The Devil Is Calling" – 3.01

All text och musik är skriven av Infernus. 

## Medverkande
Musiker (Gorgoroth-medlemmar)
- Pest (Thomas Kronenes) – sång
- Infernus (Roger Tiegs) – gitarr, basgitarr
- Tomas Asklund – trummor

Produktion
- Infernus – producent, mastering
- Tomas Asklund – producent, ljudtekniker, ljudmix, mastering
- Björn Engelmann – mastering